# Oli Kebble

a Compétitions nationales et continentales officielles uniquement.

b Matchs officiels uniquement.
Dernière mise à jour le 3 décembre 2024.
Oliver « Oli » Kebble, né le 18 juin 1992 à Durban (Afrique du Sud), est un joueur international écossais d'origine sud-africaine de rugby à XV, jouant au poste de pilier gauche à Oyonnax Rugby en Pro D2.

## Biographie

### Jeunesse et formation
Oli Kebble commence à jouer au rugby avec l'équipe de son école, la Bishops Preparatory school au Cap, jusqu'à ses 17 ans avant de rejoindre le Dulwich College en Angleterre où il poursuit sa formation. Il passe ensuite une saison au sein de l'académie des London Irish, puis une autre saison en France avec le Stade montois en Espoir,.
Il rejoint en 2012 l'académie de la Western Province, où il joue dans un premier temps avec les équipes jeunes.

### Carrière en club
Oli Kebble commence sa carrière professionnelle en avril 2012 lorsqu'il est appelé à disputer la Vodacom Cup,. En 2013, il joue également en Varsity Cup (en) (championnat universitaire sud-africain) avec les Ikey Tigers (club de l'université du Cap),
En 2014, il est retenu dans l'effectif des Stormers pour disputer le Super Rugby,. Il joue son premier match le 2 juillet 2016 contre la Western Force. Lors de sa première saison, il dispute neuf rencontres mais aucune titularisation en raison de la concurrence de Steven Kitshoff. La même année, il dispute pour la première fois la Currie Cup avec la Western Province.
En 2017, il reçoit des offres de la part de la province irlandaise du Munster et des écossais des Glasgow Warriors, qui souhaitent tous deux le faire signer en tant que Project Player,,. Il fait finalement le choix de rejoindre Glasgow pour un contrat de deux saisons. Il s'impose rapidement comme le titulaire au poste de pilier gauche avec son club, et en 2019, il prolonge son contrat jusqu'en 2022. En avril 2022, il prolonge à nouveau son engagement avec Glasgow.
En mai 2024, il est annoncé que son contrat n'est pas renouvelé, et qu'il va quitter Glasgow après sept saisons, et plus de cent matchs disputés,. Peu après l'annonce de son départ, il participe à la très bonne fin de saison de son équipe, qui remporte la finale 2024 de l'URC face aux Bulls,.
Dans la foulée de son départ de Glasgow, il s'engage pour deux saisons avec le club français d'Oyonnax Rugby, qui vient d'être relégué en Pro D2.

### Carrière internationale
Oli Kebble joue avec l'équipe d'Afrique du Sud des moins de 20 ans dans le cadre du championnat du monde junior 2012. Après avoir disputé quatre matchs de la compétition, il est sacré champion du monde après la victoire de son équipe en finale contre la Nouvelle-Zélande.
Dès son arrivée en Écosse en 2017, il affirme son intention de représenter le XV du Chardon dès qu'il aura rempli les trois années de résidence nécessaires.
Il est sélectionné pour la première fois en octobre 2020, par Gregor Townsend, pour préparer la fin du Tournoi des Six Nations 2020. Il dispute son premier test match le 23 octobre 2020 contre la Géorgie.

## Palmarès
- Vainqueur de la Vodacom Cup en 2012 avec la Western Province.
- Vainqueur de la Currie Cup en 2014 avec la Western Province.
- Finaliste du Pro14 en 2019 avec les Glasgow Warriors.
- Vainqueur du United Rugby Championship en 2024 avec les Glasgow Warriors.